# Nil per os
Nil per os, Nihil per os (NPO), é uma instrução médica para não alimentar o paciente com comidas nem bebidas. Pode ser traduzido como "Nada (nil/nihil) pela via oral (per os)".

## Utilidade
As razões típicas para a instrução NPO são:
- Prevenção de aspiração de partículas e líquidos para dentro do pulmão em pacientes que serão submetidos a uma anestesia geral;
- Em pacientes com musculatura de deglutição enfraquecida;
- Sangramento gastrointestinal;
- Bloqueio gastrointestinal;
- Provável refluxo gastroesofágico.

Quando os pacientes são colocados sob ordem de NPO antes de uma cirurgia por anestesia geral, os médicos geralmente adicionam a exceção de que os pacientes são permitidos a tomar uma quantidade pequena de água junto com sua medicação usual. Essa é a única exceção para um estado NPO pré-cirúrgico de um paciente. Desta maneira, se um paciente ingerir acidentalmente comida ou líquidos, a cirurgia geralmente é cancelada ou atrasada em por algumas horas.

## Tempo de jejum
O número de horas de jejum é proporcional ao tempo de digestão do último alimento consumido:
- Líquidos sem parte sólida (chá, sucos, água...): 2 horas
- Lanche leve (pão, frutas, leite): 6 horas
- Refeição típica de hospital (grãos, verduras e legumes...): 8 horas

Porém, a digestão depende da quantidade de fibras, da idade do paciente e de sua produção de enzimas, então certas carnes consumidas sem fibras podem durar dias para serem digeridas e causarem problemas em pacientes com patologias digestivas.